# La Plagne
La Plagne – francuski ośrodek narciarski położony we wschodniej części Francji, w regionie Owernia-Rodan-Alpy, w departamencie Sabaudia. Leży w Alpach Zachodnich, na wysokości 1250 m. Najbliżej położonym miastem jest Albertville. Ośrodek powstał w 1961 r. Razem z pobliskim ośrodkiem Les Arcs La Plagne tworzy od 2003 r, obszar narciarski Paradiski. 
W 1992 r. rozegrano tu zawody w saneczkarstwie i bobslejach w ramach Igrzysk w Albertville. Zorganizowano tu także Mistrzostwa świata FIBT w 1993 r.

## Galeria

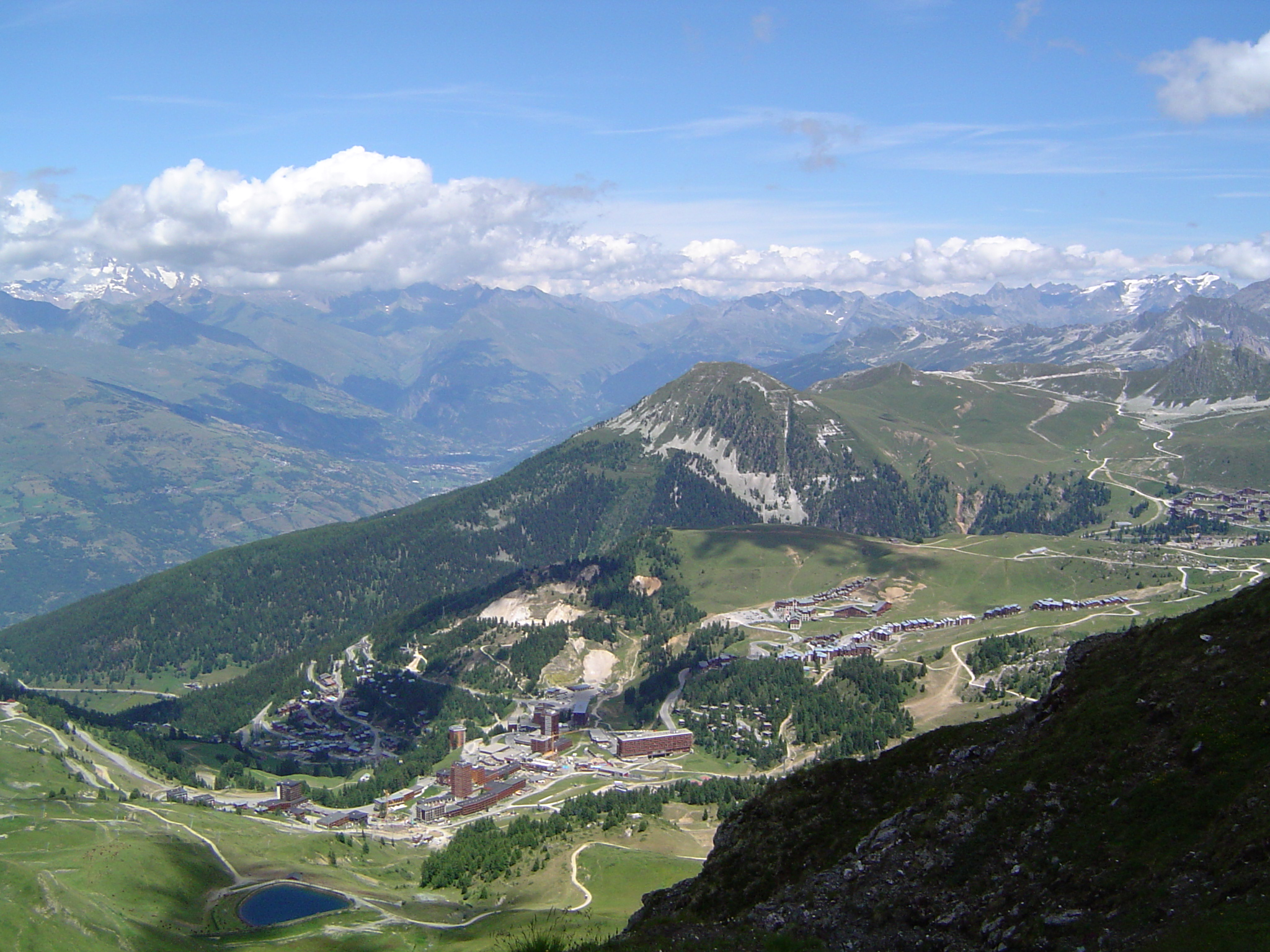
La Plagne latem
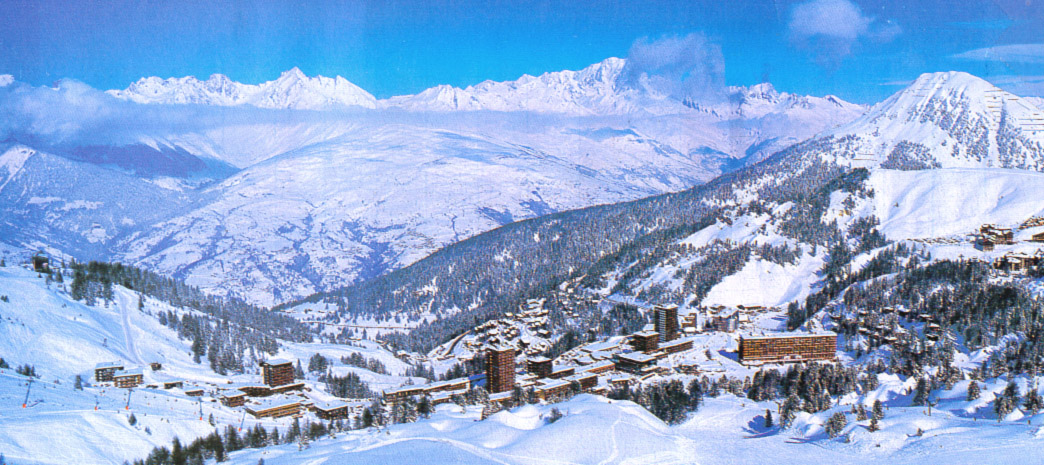
La Plagne zimą
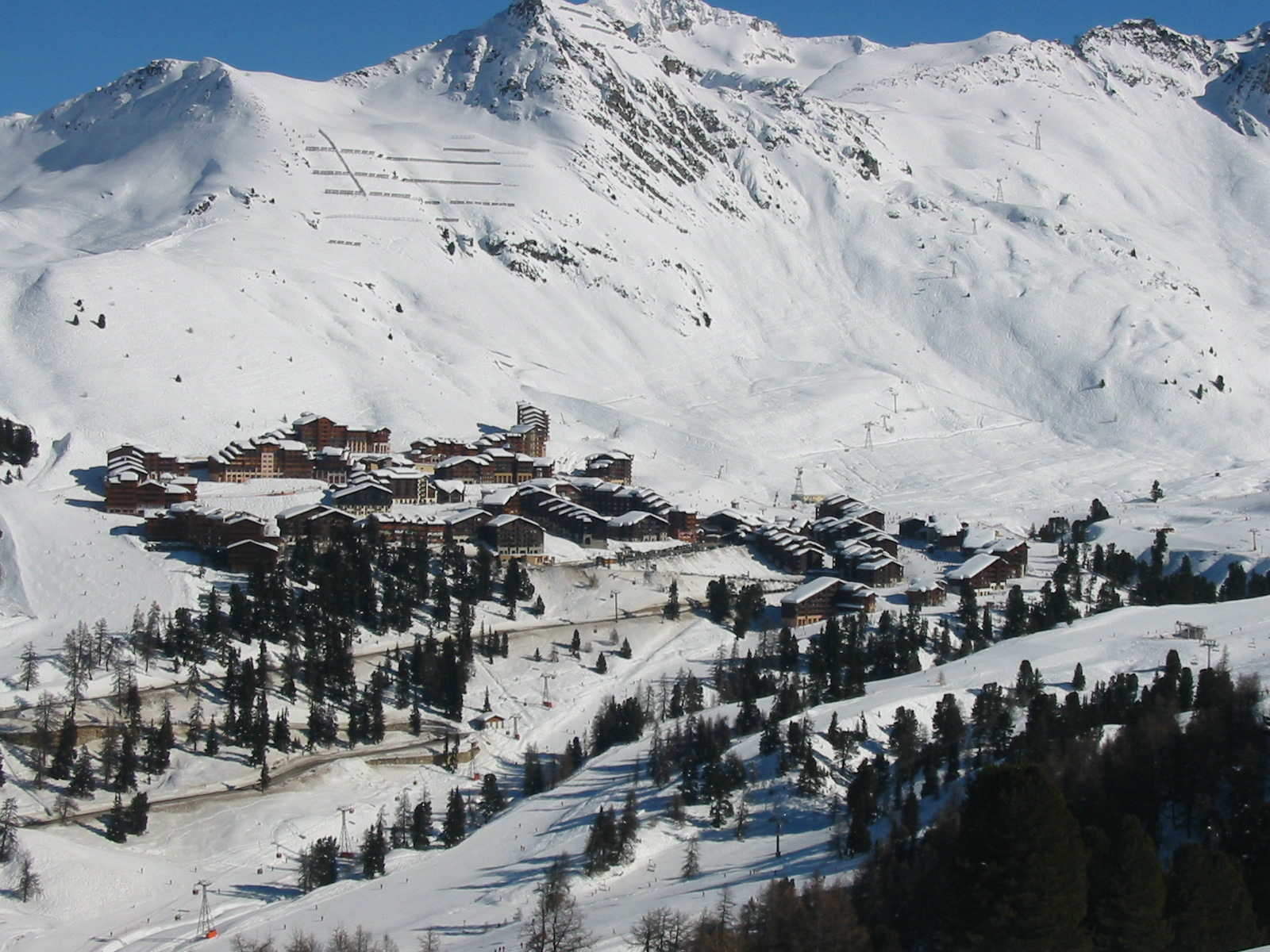
La Plagne zimą
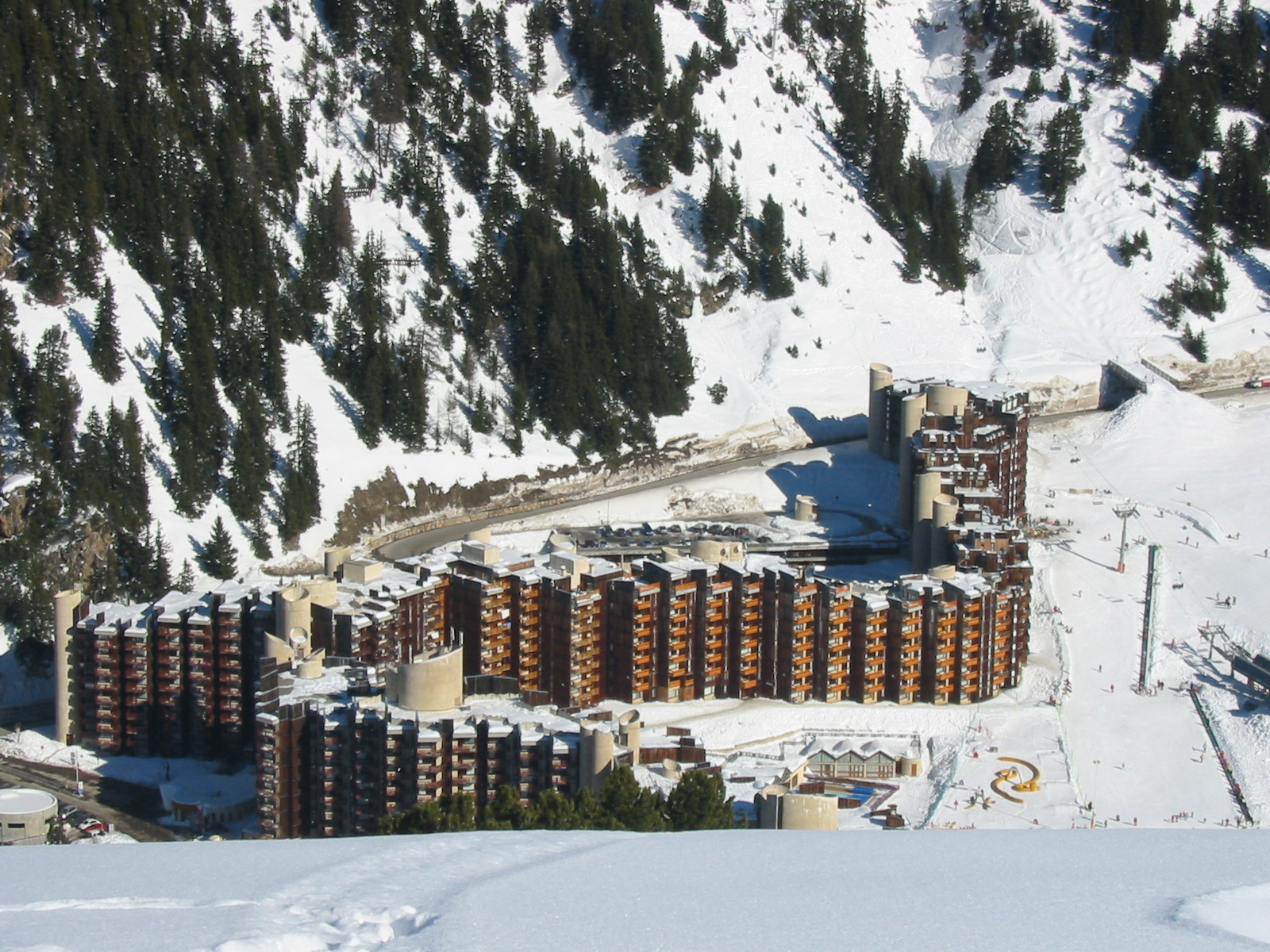
Plagne Bellecôte